# Múcio Teixeira
Múcio Scevola Lopes Teixeira (Porto Alegre, 13 de setembro de 1857 — Rio de Janeiro, 8 de agosto de 1926), conhecido pelo pseudônimo "Barão Ergonte", foi um escritor, jornalista, diplomata e poeta brasileiro.

## Biografia
Filho de Manuel Lopes Teixeira e Maria José Sampaio Teixeira, foi aluno do Colégio Gomes, em Porto Alegre, e um dos fundadores da Sociedade Partenon Literário e da Sociedade Ensaios Literários. Colaborou com o jornal literário Álbum do Domingo.
Era cônsul do Brasil na Venezuela em 1889, quando da Proclamação da República. Em 1896 mudou-se para a Bahia, onde tornou-se amigo da família de Castro Alves. Maçom, em 1898 fundou a Grande Oriente do Rio Grande do Sul, junto com Luís Afonso de Azambuja e João Pereira Maciel Sobrinho, separando a maçonaria rio-grandense da maçonaria do Rio de Janeiro.
Em 1899 passou a residir no Rio de Janeiro com a esposa e seus seis filhos (entre eles, Múcio Teixeira Júnior que, em 1913, foi morar em Campo Grande, onde foi proprietário do Ateneu Rui Barbosa, tradicional colégio da época).
Em 1901 teceu severas críticas, no Jornal do Brasil, às recém lançadas Poesias Completas de Machado de Assis.
Ao saber da morte de Vitor Hugo, organizou uma obra em sua homenagem, a Hugonianas, coleção de alguns de seus poemas traduzidos para a língua portuguesa.
Nos seus últimos anos, dedicando-se ao ocultismo, escreveu sob o pseudônimo Barão Ergonte. É patrono de uma das cadeiras da Academia Rio-Grandense de Letras e da Academia Sul-Mato-Grossense de Letras. Foi um dos autores mais prolíficos de seu tempo, escrevendo mais de setenta obras, entre ensaios, romances, dramas e biografias.

## Algumas obras
- Vozes trêmulas (1873)
- Violetas (1875)
- Sombras e Clarões (1877)
- Flôr de um dia (1878)
- O Inferno Político  (1879)
- Cérebro e Coração (1879)
- Novos Ideaes (1880)
- A Virtude no Crime (1881)
- Memorias (1881)
- A Canôa da Escravidão (1882)
- O Tribuno-Rei (1882)
- Prismas e vibrações (1882)
- Fausto e Margarida (1883)
- Hugonianas (1885)
- Poesias e Poemas (1888)
- Calabar
- Os minuanos
- Os gaúchos
- A urucubaca
- Álvaro, o farrapo
- Amar por medo
- Brasas e cinzas
- Campo santo
- Cantos e contos
- Vida e obra de Castro Alves